# الراس (قرية)
الراس هي قرية فلسطينية نشأت على قمة جبل جنوب شرق مدينة طولكرم، وتبعد مسافة 12 عنها، على ارتفاع 268م عن مستوى سطح البحر، تقدّر مساحة القرية بحوالي 5464 دونماً.

## سبب التسمية
يعود سبب تسمية القرية بهذا الإسم كونها تقع على منطقة مرتفعة عن حولها من الأراضي.

## التاريخ
تم العثور على سيراميك يعود للعهد البيزنطي في القرية. كما تم العثور على آثار لأبراج ساعة قديمة على بعد حوالي ميل شمال القرية، تشبه تلك التي عثر عليها في عزّون.

### العهد العثماني
ضُمت الراس وكامل الأراضي الفلسطينية إلى الدولة العثمانية عام 1517م، وفي عام 1596م، وكما يظهر من تسجيلات الضرائب لناحية بني صعب في لواء نابلس، كان عدد سكان القرية 25 نسمة، كلهم مسلمون، كما دفع المزارعون ضرائب بنسبة 33.3% على المحاصيل الزراعية من ضمنها القمح، والزيتون، والماشية مثل الماعز، بالإضافة إلى ضرائب ثابتة على سكان نابلس، وكان مجموع إجمالي الضرائب حوالي 6600 آقجة، كلها كانت تذهب إلى الوقف.
في عام 1838م، ذكر الباحث الأمريكي في منطقة فلسطين إدوارد روبنسون الراس أنها قرية في ناحية بني صعب غرب نابلس.
وفي عام 1882م، وصف بحثٌ لصندوق استكشاف فلسطين شمل الأراضي الواقعة غرب فلسطين الراس أنها نجع صغيرٌ يفع في أعلى هضبة، مزوّد بخزانات أرضية، مع أشجار زيتون في الشّمال السفلي.

### الانتداب البريطاني
كان تعداد قرية الراس 92 نسمة كلهم يدينون بالدين الإسلامي حسب التعداد السكاني للأراضي الفلسطينية الذي أجرته سلطات الانتداب البريطاني عام 1922م، أما في تعداد عام 1931م، فتزايد عدد السكان ليصل إلى 119 نسمة يسكنون في 26 منزلاً. وفي إحصائيات عام 1945م، وصل تعداد سكان القرية إلى 160 مسلماً، يسكنون على مساحة 5464 دونماً حسب الإحصائيات الرسمية للأرض والسكان.

### الحكم الأردني
بعد نكبة عام 1948م وهدنة عام 1949م، وقعت الراس وكامل الضفة الغربية تحت الحكم الأردني. وصل تعداد سكان القرية في عام 1961م إلى 269 نسمة.

### النكسة
بعد حرب الأيام الستة عام 1967م، وقعت قرية الراس تحت الاحتلال الإسرائيلي. وبقيت تحت الإحتلال لحين توقيع اتفاق أوسلو بين السلطة الفلسطينية وحكومة الإحتلال عام 1993، بموجب هذا الإتفاق تم تقسيم مناطق ومدن الضفة الغربية إلى تصنيفات عدة. وتم تصنيف القرية حسب الإتفاقية بمنطقة «ب» إذ تشرف السلطة الفلسطينية على الشؤون الخدمية وغيرها، اما السيطرة الأمنية في القرية بيد سلطات الإحتلال.

## الإدارة المحلية
تتبع القرية اليوم لبلدية الكفريات التي تأسست عام 1998. وتقع ضمن المناطق التابعة إدارياً لمحافظة طولكرم.

## وصلات خارجية
- صفحة قرية الراس في موقع «فلسطين في الذاكرة».